# Pealius elongatus
Pealius elongatus là một loài côn trùng cánh nửa trong họ Aleyrodidae, phân họ Aleyrodinae.
Pealius elongatus được David, Sudararaj & Regu miêu tả khoa học đầu tiên năm 1991.